# 사리나 파리
사리나 파리(Sarina Paris, 1973년 12월 22일 ~ )는 캐나다 가수로 국제적인 댄스 클럽 히트곡 "Look at Us"(2000)와 "Just About Enough"(2001)로 가장 잘 알려져 있다.

## 어린 시절
사리나 파리는 1973년 12월 22일 이탈리아 출신 노동자 계급 가정에서 태어났다. 유년시절은 토론토에서 보냈다. 학교 연극과 교회 합창단에서 노래를 부르기 시작했고, 어머니가 돌아가신 후 1996년에 가족의 출신지인 이탈리아로 돌아왔다.

## 경력

### 1990년대
1995년 캐나다에서 데뷔곡 'Mystery Man'을 발매했다. 1996년 이탈리아 노래 경연대회에서 그녀는 이탈리아 매니저이자 프로듀서인 Vince Tempera (Kill Bill )에게 발견되어 La Scala Milano의 가장 존경받고 재능 있는 프로듀서 및 음악가들과 함께 작업하도록 초대했다. Maestro Tempera는 사리나를 이탈리아 전역의 음악 페스티벌에 초대하여 사리나가 12인조 오케스트라의 지원을 받는 사운드트랙의 노래를 불렀다. 사리나는 나중에 음악가이자 밴드 리더인 Walter Muto를 만나 자신의 밴드 'Rock for fun'에 합류하도록 초대했다. 이 밴드는 사리나가 'women in rock' 부문에서 노래하고 이탈리아와 스페인을 순회했던 록 음악의 역사를 다루는 교육 밴드이다.
사리나는 또한 이탈리아 리미니에서 댄스 프로듀서 Max Monti 및 Mauro Pilato와 함께 Gam Gam 프로젝트의 멤버가 되어 GamGam 아이들과 함께 이탈리아 북부를 여행했다.
1년 후 그녀는 밀라노로 이주하여 CX 음악 출판 및 프로덕션에서 접수원으로 일했고, 그곳에서 EMI 이탈리아 부서의 Charlie Marchino와 Nico Spinosa에 의해 발견되어 국제적인 녹음 아티스트로서의 경력을 시작했다.

### 2000년대
그녀의 첫 싱글 "Look at Us"는 2001년 빌보드 핫 100에 차트로 올랐지만 상위 40위에는 진입하지 못했다. 이 노래는 리듬 톱 40에 올랐다. 또한 국제적으로 댄스 클럽 히트작이 되었다. 성공의 결과, 그녀는 미국 레이블 프라이오리티 레코드 와 계약을 맺었다.
2001년에 그녀는 Cyndi Lauper의 " True Colors " 커버 버전을 제외하고 공동 작곡한 곡들로 구성된 데뷔 앨범 Sarina Paris를 발매했다. 인터뷰에서 그녀는 이 앨범이 "지나치게 지적인 것은 아니다. 그저 행복하고 기분을 좋게 만드는 음악"이라며 "아이들이 부모와 함께 들을 수 있는 앨범을 만들고 싶었다"고 말했다. 엄마는 아이들이 함께 놀고 춤출 수 있도록 X등급을 받지는 않았어요." 그녀는 글을 쓰고 녹음하면서 14세 조카로부터 피드백을 받았다. 실제로 음반사의 타겟 인구층은 12~25세 여성인 것으로 알려졌다. 싱글 "Just About Enough"가 클럽 독점 싱글로 발매되었다. 그녀는 SPG Records를 통해 캐나다 댄스 편집 Euro Mix 5 에서만 볼 수 있는 또 다른 댄스 트랙인 "This Is My Life"를 발표했다. 2000년에 "Do You Love Somebody"는 Toshiba/EMI 음반사로 일본에서 편집 Dancemania x7 을 통해 독점 발매되었다.
2002년에는 "Look at Us (Daddy DJ Mix)"라는 노래가 일본 아케이드 및 PlayStation 2 용 DDRMAX 댄스 댄스 레볼루션 6thMix 에 등장했다. 2005년에는 북미 PlayStation 2용 댄스 댄스 레볼루션 익스트림 2 에 이 노래가 등장했다.
2004년 5월 라토야 잭슨 과 함께 하와이에서 파리 투어를 했다. 2000년대의 나머지 기간 동안 그녀의 음악 경력은 대부분 보류되었지만 EuroBeats Vol. 삼 .

### 현재
2011년 5월 27일, "Look at Us"의 10주년을 거의 기념하면서 파리는 싱글 "Sophisticated"를 발매했다. 파리는 2019년에 "Angel Inside", "Believe in Love", "Where Are You Now"라는 세 개의 새 싱글을 출시할 예정이다.
사리나는 계속해서 이탈리아의 TV 프로그램과 영화를 위한 노래를 작곡하고 재즈 밴드와 함께 계속해서 노래를 부르고 있다. 계속해서 일렉트로닉 음악을 작곡하고 프로듀싱하고 있다.

## 음반

### 스튜디오 앨범
- Sarina Paris (2001)

### 싱글
| 제목                   | 년도   | 피크 차트 위치 | 피크 차트 위치 | 피크 차트 위치 | 앨범         |
| 제목                   | 년도   | 할 수 있다     | 호주           | 우리를         | 앨범         |
| ---------------------- | ------ | -------------- | -------------- | -------------- | ------------ |
| "Mystery Man"          | 1995년 | —              | —              | —              |              |
| "Look at Us"           | 1999년 | 23             | 39             | 59             | Sarina Paris |
| "Just About Enough"    | 2000   | —              | —              | —              | Sarina Paris |
| "You Are My Valentine" | 2003년 | —              | —              | —              |              |
| "Sophisticated"        | 2011년 | —              | —              | —              |              |
| "Angel Inside"         | 2019   | —              | —              | —              |              |
| "Believe in Love"      | 2019   | —              | —              | —              |              |
| "Where Are You Now"    | 2019   | —              | —              | —              |              |

## 참고자료
1. Bonacich, Drago. "Sarina Paris: Biography", AllMusic. Retrieved May 12, 2011.
2. Housman, Steven (April 21, 2001). "Dance single's success brings Sarina Paris her priority debut", Billboard 113 (16): 10.

1. ↑  Bonacich, Drago. "Sarina Paris: Biography", AllMusic. Retrieved May 12, 2011.
2. 1 2 3 4 5  Housman, Steven (April 21, 2001). "Dance single's success brings Sarina Paris her priority debut", Billboard 113 (16): 10.
3. ↑  Hay, Carla (June 2, 2001). "Popular uprisings", Billboard 113 (22): 31.
4. ↑  Joyce, Mike (June 8, 2001). "Sarina Paris: Sarina Paris", The Washington Post, p. T7.
5. ↑  “DDRMAX2 -music-”. Konami.jp. 2011년 5월 10일에 확인함.
6. ↑  Sophisticated – Single by Sarina Paris on Apple Music
7. ↑  Paris, Sarina (2010년 12월 9일). “12940574197809152”. Twitter. 2017년 5월 5일에 확인함. working on my new single. i co-wrote it with amos carlen and i got some good reviews on it. scheduledto be released by feb 2011.
8. ↑  Paris, Sarina (2011년 6월 7일). “78251771629281282”. Twitter. 2017년 5월 5일에 확인함. My new single out on i-Tunes! Check out Sarina Paris 'Sophisticated'
9. ↑  “RPM Magazine Archives”. 2023년 6월 29일에 확인함.
10. ↑  “Sarina Paris – Look at Us”. 《australian-charts.com》. 2022년 9월 5일에 확인함.
11. ↑  《Billboard》. |제목=이(가) 없거나 비었음 (도움말)
12. ↑  Paris, Sarina (2011). “Sophisticated”. 2021년 4월 22일에 원본 문서에서 보존된 문서. 2017년 5월 5일에 확인함 – YouTube 경유.

1. Hay, Carla (June 2, 2001). "Popular uprisings", Billboard 113 (22): 31.
2. Joyce, Mike (June 8, 2001). "Sarina Paris: Sarina Paris", The Washington Post, p. T7.
3. “DDRMAX2 -music-”. Konami.jp. 2011년 5월 10일에 확인함.
4. Sophisticated – Single by Sarina Paris on Apple Music
5. Paris, Sarina (2010년 12월 9일). “12940574197809152”. Twitter. 2017년 5월 5일에 확인함. working on my new single. i co-wrote it with amos carlen and i got some good reviews on it. scheduledto be released by feb 2011.
6. Paris, Sarina (2011년 6월 7일). “78251771629281282”. Twitter. 2017년 5월 5일에 확인함. My new single out on i-Tunes! Check out Sarina Paris 'Sophisticated'
7. “RPM Magazine Archives”. 2023년 6월 29일에 확인함.
8. “Sarina Paris – Look at Us”. 《australian-charts.com》. 2022년 9월 5일에 확인함.
9. “Billboard Hot 100: Week of May 5, 2001”. 《Billboard》. 2022년 9월 5일에 확인함.
10. Paris, Sarina (2011). “Sophisticated”. 2021년 4월 22일에 원본 문서에서 보존된 문서. 2017년 5월 5일에 확인함 – YouTube 경유.

## 추가 읽기
- "Sarina Paris" (2003), HipOnline, UGO.
- 사리나 파리 - 공식 웹사이트 (archived)